# Campeonato Sul-Americano de Atletismo Júnior de 1991
O Campeonato Sul-Americano de Atletismo Júnior de 1991 foi a 23ª edição da competição de atletismo organizada pela CONSUDATLE para atletas com menos de vinte anos, classificados como júnior ou sub-20. O evento foi realizado em Assunção, no Paraguai, entre 21 e 23 de junho de 1991. Contou com cerca de 212 atletas de nove nacionalidades distribuídos em 40 eventos.

## Medalhistas
Esses foram os resultados do campeonato.

### Masculino
| Evento                      | Ouro                        | Ouro    | Prata                   | Prata   | Bronze                                         | Bronze  |
| --------------------------- | --------------------------- | ------- | ----------------------- | ------- | ---------------------------------------------- | ------- |
| 100 metros                  | André da Silva (BRA)        | 10.92   | Elvis Adão (BRA)        | 11.12   | Oscar Cavero (CHI)                             | 11.22   |
| 200 metros                  | André da Silva (BRA)        | 21.8    | Oscar Cavero (CHI)      | 22.3    | Elvis Adão (BRA)                               | 22.4    |
| 400 metros                  | Sanderlei Parrela (BRA)     | 48.6    | Sebastián Keitel (CHI)  | 48.8    | Julio Caballero (PAR) · Rogério da Silva (BRA) | 49.6    |
| 800 metros                  | Benvenuto Silva (BRA)       | 1:56.1  | Mauro González (CHI)    | 1:56.9  | Márcio de Resende (BRA)                        | 1:57.4  |
| 1 500 metros                | Benvenuto Silva (BRA)       | 3:58.0  | Cristian Alfonsín (ARG) | 4:00.6  | Oscar Cortínez (ARG)                           | 4:00.7  |
| 5 000 metros                | William Roldán (COL)        | 15:13.7 | Emerson Iser Bem (BRA)  | 15:26.8 | Hernán Orcellet (ARG)                          | 15:29.8 |
| 10 000 metros               | Eduardo do Nascimento (BRA) | 31:10.4 | James dos Santos (BRA)  | 31:10.7 | Víctor Ojeda (CHI)                             | 31:19.5 |
| 10 km marcha atlética       | Jefferson Pérez (ECU)       | 43:10.1 | João Sendeski (BRA)     | 44:32.0 | Mauricio Cárdenas (ECU)                        | 46:58.9 |
| 2 000 metros com obstáculos | Emerson Vettori (BRA)       | 5:59.5  | James dos Santos (BRA)  | 5:59.6  | Pablo Aguería (ARG)                            | 6:06.8  |
| 110 metros barreiras        | Cleverson da Silva (BRA)    | 14.87   | Alexandre Bento (BRA)   | 15.17   | Ricardo D'Andrilli (ARG)                       | 15.24   |
| 400 metros barreiras        | Cleverson da Silva (BRA)    | 54.59   | Alonso Segura (COL)     | 55.74   | Sérgio Ribeiro (BRA)                           | 55.76   |
| 4×100 metros estafetas      | Brasil                      | 42.20   | Peru                    | 44.84   | Equador                                        | 45.09   |
| 4×400 metros estafetas      | Brasil                      | 3:21.1  | Argentina               | 3:24.3  | Chile                                          | 3:27.4  |
| Salto em altura             | Ricardo D'Andrilli (ARG)    | 2.08    | Alcides Silva (BRA)     | 2.05    | Hugo Muñoz (PER)                               | 2.02    |
| Salto com vara              | Marlon Borges (BRA)         | 4.50    | Cristián Goycolea (CHI) | 4.20    | Juan Beytía (CHI)                              | 4.20    |
| Salto em comprimento        | Márcio da Cruz (BRA)        | 7.20    | Nelson Ferreira (BRA)   | 6.91    | Lewis Asprilla (COL)                           | 6.82    |
| Salto triplo                | Jairo Venâncio (BRA)        | 15.58   | Jefferson Ilário (BRA)  | 14.72   | Carlos Atencio (PER)                           | 14.69   |
| Arremesso de peso           | Luís Fernandes (BRA)        | 14.26   | Daniel Duharte (PER)    | 13.66   | Hugo Scévola (ARG)                             | 13.36   |
| Lançamento de disco         | Julio Piñero (ARG)          | 47.34   | Gilton Basílio (BRA)    | 42.02   | Raúl Morcella (ARG)                            | 41.24   |
| Lançamento do martelo       | Hugo Scévola (ARG)          | 55.16   | Héctor Bontempi (ARG)   | 52.78   | Andrés Basso (CHI)                             | 47.56   |
| Lançamento do dardo         | Nery Kennedy (PAR)          | 64.28   | Flavio de Souza (BRA)   | 59.60   | Néstor Giménez (ARG)                           | 56.36   |
| Decatlo                     | Alcides Silva (BRA)         | 6173    | Gilton Basílio (BRA)    | 5943    | José Maugnier (ARG)                            | 5238    |

### Feminino
| Evento                 | Ouro                     | Ouro    | Prata                                                                 | Prata   | Bronze                    | Bronze  |
| ---------------------- | ------------------------ | ------- | --------------------------------------------------------------------- | ------- | ------------------------- | ------- |
| 100 metros             | Tânia da Silva (BRA)     | 12.37   | Lucimar de Moura (BRA)                                                | 12.48   | Hannelore Grosser (CHI)   | 12.78   |
| 200 metros             | Lucimar de Moura (BRA)   | 25.8    | Hannelore Grosser (CHI)                                               | 26.0    | Ednilza de Lima (BRA)     | 26.1    |
| 400 metros             | Fátima dos Santos (BRA)  | 56.01   | Patricia Oroño (ARG)                                                  | 57.56   | Rosa Magaly Segovia (COL) | 58.87   |
| 800 metros             | Fátima dos Santos (BRA)  | 2:16.9  | Patricia Oroño (ARG)                                                  | 2:19.0  | Marta Orellana (ARG)      | 2:19.5  |
| 1 500 metros           | Carmen Naranjo (ECU)     | 4:42.8  | Marta Orellana (ARG)                                                  | 4:47.5  | Lorena Calbul (CHI)       | 4:49.9  |
| 3 000 metros           | Carmen Naranjo (ECU)     | 9:41.6  | Sandra Ruales (ECU)                                                   | 9:51.6  | Lorena Calbul (CHI)       | 10:15.1 |
| 10 000 metros          | Sandra Ruales (ECU)      | 35:27.1 | Ana de Oliveira (BRA)                                                 | 38:11.3 | Lorena Calbul (CHI)       | 39:03.9 |
| 5 km marcha atlética   | Miriam Ramón (ECU)       | 23:57.7 | Bertha Vera (ECU)                                                     | 24:50.6 | Ivana Henn (BRA)          | 25:49.0 |
| 100 metros barreiras   | Sandra Izquierdo (ARG)   | 14.7    | Gilda Massa (PER)                                                     | 15.0    | Shirley de Barros (BRA)   | 15.1    |
| 400 metros barreiras   | Shirley de Barros (BRA)  | 61.71   | Sandra Izquierdo (ARG)                                                | 63.32   | Natalia Hinsch (ARG)      | 67.18   |
| 4×100 metros estafetas | Brasil                   | 48.28   | Chile                                                                 | 49.33   | Argentina                 | 50.01   |
| 4×400 metros estafetas | Brasil                   | 4:02.98 | Argentina                                                             | 4:03.35 | Chile                     | 4:06.79 |
| Salto em altura        | Soledad Harambour (CHI)  | 1.65    | Cintia Lais Matedi (BRA) · Adriana Milan (BRA) · Carolina Tovar (PAR) | 1.60    |                           |         |
| Salto em comprimento   | Euzinete dos Reis (BRA)  | 5.78    | Tânia da Silva (BRA)                                                  | 5.56    | Natalia Toledo (PAR)      | 5.48    |
| Arremesso de peso      | Elisângela Adriano (BRA) | 16.12   | Alexandra Amaro (BRA)                                                 | 16.10   | Silvana Filippi (ARG)     | 13.06   |
| Lançamento de disco    | Elisângela Adriano (BRA) | 51.06   | Silvana Filippi (ARG)                                                 | 44.04   | Cintia Camossato (BRA)    | 42.34   |
| Lançamento do dardo    | Natalia Toledo (PAR)     | 42.80   | Zuleima Araméndiz (COL)                                               | 42.50   | Mariela Arch (ARG)        | 38.14   |
| Heptatlo               | Euzinete dos Reis (BRA)  | 4931    | Patrícia Moncalvo (BRA)                                               | 4217    | Claudia Casals (ARG)      | 3901    |

## Quadro de medalhas (não oficial)
| Ordem | País      | Medalha de ouro | Medalha de prata | Medalha de bronze | Total |
| ----- | --------- | --------------- | ---------------- | ----------------- | ----- |
| 1     | Brasil    | 27              | 19               | 8                 | 54    |
| 2     | Equador   | 5               | 2                | 2                 | 9     |
| 3     | Argentina | 4               | 9                | 14                | 27    |
| 4     | Paraguai  | 2               | 1                | 2                 | 5     |
| 5     | Chile     | 1               | 6                | 10                | 17    |
| 6     | Colômbia  | 1               | 2                | 2                 | 5     |
| 7     | Peru      | 0               | 3                | 2                 | 5     |

## Participantes (não oficial)
Uma contagem não oficial produziu o número de 212 atletas de nove países: 
| - Argentina (47) - Bolívia (6) - Brasil (58) - Chile (33) - Colômbia (6) | - Equador (16) - Paraguai (28) - Peru (12) - Uruguai (6) |